# Земо-Хиза
Земо-Хиза (груз. ზემო ხიზა) — село в Грузии, в муниципалитете Лагодехи края Кахетия. 

## География
Село расположено в восточной части края, в 10 километрах по прямой к юго-западу от центра муниципалитета Лагодехи. Высота центра — 390 метров над уровнем моря.

## Население
По данным переписи населения 2014 года, в селе проживало 75 человек.
| Год  | Население | Мужчины | Женщины |
| ---- | --------- | ------- | ------- |
| 2002 | 108       | 55      | 53      |
| 2014 | 75        | 41      | 34      |